# Eugeniusz Madejski
Eugeniusz Madejski (ur. 30 listopada 1908 w Książu Wielkim, zm. 8 lipca 1986 tamże) – polski historyk, założyciel i dyrektor szkoły średniej w Książu Wielkim, doktor historii.

## Życiorys
Urodził się 30 listopada 1908 r. w Książu Wielkim i tam rozpoczął naukę w szkole podstawowej. Po jej ukończeniu przeprowadził się z rodziną do miejscowości Lipie w gminie Krasocin i zaczął uczęszczać do gimnazjum w Kielcach. Naukę przerwał w 1927 r. z powodu trudnej sytuacji finansowej rodziców. W 1928 r. powrócił do Książa Wielkiego, gdzie przez rok pracował w Spółdzielni Kasa Stefczyka. W latach 1929–1931 odbywał służbę wojskową w wojskach łączności. Po jej ukończeniu zamieszkał w Krakowie. W 1932 r. ożenił się z Jadwigą Żelaśkiewicz, mieszkanką Książa Wielkiego. Młode małżeństwo osiedliło się w Krakowie, gdzie Madejski pracował i kontynuował przerwaną naukę. W 1935 r. zdał eksternistycznie maturę i został przyjęty na Wydział Filozoficzny Uniwersytetu Jagiellońskiego, gdzie studiował dwa kierunki – filologię polską i historię. Studia ukończył w 1939 roku. Potem krótko pracował w Archiwum Państwowym w Krakowie. W czasie okupacji niemieckiej był nauczycielem w Zasadniczej Szkole Rolniczej. Do końca wojny prowadził na terenie Książa Wielkiego komplety tajnego nauczania na poziomie szkoły średniej. Należał do konspiracji cywilnej ZWK–AK. Używał wtedy pseudonimu „Kowalczyk” .
Po wyzwoleniu uczestniczył w organizowaniu gimnazjum w Książu Wielkim, którego został dyrektorem. Zainicjował też odbudowę pałacu „Na Mirowie” i powstanie Liceum Ogólnokształcącego. W latach 1946–1952 pełnił funkcję dyrektora Zespołu Szkół w Książu Wielkim. W 1946 r. obronił pracę doktorską uzyskując tytuł doktora filozofii w zakresie historii. W 1952 r. ze względów politycznych został odwołany z funkcji dyrektora, w 1953 r. zrezygnował z pracy w szkole i przez rok pracował w Gminnej Spółdzielni „Samopomoc Chłopska”. Do pracy w szkolnictwie wrócił w 1954 r. Został zrehabilitowany w 1957 r. przez Wojewódzką Komisję Rehabilitacyjną przy Wydziale Oświaty Prezydium WRN w Krakowie. Zmarł 8 lipca 1986 r. w Książu Wielkim i tam został pochowany na cmentarzu parafialnym .

## Odznaczenia
W 1966 r. został odznaczony Odznaką Tysiąclecia Polski i Krzyżem Kawalerskim Orderu Odrodzenia Polski, a w 1981 r. uzyskał tytuł Zasłużonego Nauczyciela PRL.

## Upamiętnienie
- W 1997 r. w pałacu Na Mirowie wmurowano tablicę pamiątkową, którą ufundowali pierwsi absolwenci Liceum Ogólnokształcącego z 1951 roku.
- W Książu Wielkim ulica na której mieszkał, została nazwana jego imieniem[3].

## Twórczość
- Był współautorem wydawnictwa „Miasta Polskie w Tysiącleciu”
- Publikował artykuły historyczne w czasopismach:

1. Chłopska Droga
2. Studia Historyczne
3. Polska Sztuka Ludowa

- Zbierał materiały historyczne na temat Książa Wielkiego i Krasocina na podstawie których powstało wiele artykułów, opisy zabytków i książki takie jak:

1. W Sarmackim Krasocinie
2. Dzieje Książa Wielkiego do 2004 r.
3. Kościół Parafialny św. Wojciecha w Książu Wielkim
4. Pałac Myszkowskich w Książu Wielkim